# Tollevast
Tollevast è un comune francese di 1 240 abitanti situato nel dipartimento della Manica nella regione della Normandia.

## Società

### Evoluzione demografica
Abitanti censiti